# 小出義夫
小出 義夫（こいで よしお、1942年 - ）は、日本の物理学者（高エネルギー素粒子理論物理学）。学位は理学博士（広島大学・1970年）。大阪大学大学院理学研究科招聘研究員、静岡県立大学名誉教授。
広島大学理学部教務員、静岡女子大学家政学部助教授、静岡県立大学国際関係学部教授、静岡県立大学経営情報学部教授、大阪大学大学教育実践センター招聘教授、大阪大学大学院理学研究科招聘教授、京都産業大学益川塾指導教授などを歴任した。

## 来歴

### 生い立ち
1942年、石川県金沢市にて生まれた。石川県立金沢二水高等学校を経て、金沢大学に入学し、理学部物理学科にて物理学を学んだ。1965年に同大学を卒業すると、広島大学の大学院に進学し、理学研究科にて研究を続けた。1970年に広島大学大学院の博士課程を修了した。その際に博士論文として「On the two-body bound state problem of dirac particles」を提出し、理学博士の学位を取得している。

### 研究者として
大学院修了後は、日本学術振興会の奨励研究員や広島大学の理学部の教務員を経て、近畿大学の理工学部にて講師を非常勤で務めていた。1973年、静岡女子大学に採用され、家政学部の助手として勤務した。1977年には、同大学の家政学部にて助教授に昇任した。静岡女子大学が静岡薬科大学や静岡女子短期大学と統合されて静岡県立大学が発足すると、引き続き静岡県立大学に勤務した。1987年には同大学の国際関係学部にて教授に就任したが、1995年に国際関係学部から経営情報学部の教授に転じた。また、その間には他大学でも教鞭を執っており、アメリカ合衆国のメリーランド大学では、1986年に物理・天文学部の客員准教授を務め、1989年には同学部の客員教授を務めた。
静岡県立大学退官後は大阪大学に招かれ、2007年より同大学の大学教育実践センターにて招聘教授を務めた。2009年には同大学の大学院理学研究科に移り、引き続き招聘教授として勤務した。2011年より理学研究科の招聘研究員となり、同研究科の教授である細谷裕や久野良孝らとともに研究を行った。また、益川敏英のノーベル物理学賞受賞をきっかけに、2009年に京都産業大学が益川の業績を記念する「益川塾」を発足させると、翌年からその指導教授を務めることとなった。

## 研究
専門は物理学であり、特に高エネルギー素粒子理論物理学といった分野を専攻している。特に、クォークとレプトンについての、統一理論を研究している。特に「荷電レプトンの質量公式」を提唱したことで知られており、英語では小出の名に因んで「Koide formula」（＝小出の質量公式）と呼称される。アメリカ物理学会の発行する『フィジカル・レビュー』にも、論文が度々掲載されている。2012年7月現在、小出が執筆した中で最も引用回数が多い論文「Updated estimate of running quark masses」も、同誌に共同論文として掲載されたものである。また、小出単独での執筆に限った場合、最も引用回数が多い論文「A new view of quark and lepton mass hierarchy」も、同様に『フィジカル・レビュー』に掲載されたものである。一連の業績が評価され、かつての所属先である静岡県立大学から、名誉教授の称号が2012年に授与された。

## 人物
趣味として登山を挙げており、自身のウェブサイトには登山服姿の自らの肖像写真を掲載している。

## 略歴
- 1942年 - 石川県金沢市にて誕生。
- 1965年 - 金沢大学理学部卒業。
- 1970年 - 広島大学大学院理学研究科博士課程修了。
- 1970年 - 広島大学理学部教務員。
- 1972年 - 近畿大学理工学部講師。
- 1973年 - 静岡女子大学家政学部助手。
- 1977年 - 静岡女子大学家政学部助教授。
- 1986年 - メリーランド大学物理・天文学部客員准教授。
- 1987年 - 静岡県立大学国際関係学部教授。
- 1989年 - メリーランド大学物理・天文学部客員教授。
- 1995年 - 静岡県立大学経営情報学部教授。
- 2004年 - 静岡県立大学評議員。
- 2007年 - 大阪大学大学教育実践センター招聘教授。
- 2009年 - 大阪大学大学院理学研究科招聘教授。
- 2010年 - 京都産業大学益川塾指導教授。
- 2011年 - 大阪大学大学院理学研究科招聘研究員。
- 2012年 - 静岡県立大学名誉教授。

## 賞歴
- 1995年 - 斉藤賞。

## 著作

### 単著
- 小出義夫著『エネルギー形態ハンドブック――文系実務者のための基礎』2版、開成出版、1996年。ISBN 9784876031207
- 小出義夫著『エネルギー形態ハンドブック――文系実務者のための基礎』3版、開成出版、2005年。
- 小出義夫著『物理学は何を発見してきたか?』開成出版、2006年。

### 共著
- S. Oneda and Y. Koide, Asymptotic Symmetry and Its Implication in Elementary Particle Physics, World Scientific, 1991. ISBN 9789810204983
- Yoshio Koide, ed. Masses and Mixings of Quarks and Leptons, World Scientific, 1998. ISBN 9789810233631

### 主要な論文
- Y.Koide, "Fermion-boson two-body model of quarks and leptons and Cabibbo mixing", Lettere al Nuovo Cimento, Vol.34, 1982, p.201.
- Y.Koide, "A new view of quark and lepton mass hierarchy", Physical Review, D28, 1983, p.252.
- Y.Koide, "A fermion-boson composite model of quarks and leptons", Physics Letters, B120, 1983, p.161.
- H.Fusaoka and Y.Koide, "Updated estimate of running quark masses", Physical Review, D57, 1998, p.3986.
- Y.Koide, "Quark mass matrix with family independent quark mixing", Physical Review, D39, 1989, p.1391.
- K.Matsuda, Y.Koide and T.Fukuyama, "Can the SO(10) model with two Higgs doublets reproduce the observed fermion masses?", Physical Review, D64, 2001, p.053015.
- K.Matsuda, et al. "How far can the SO(10) two Higgs model describe the observed neutrino masses and mixings?", Physical Review, D65, 2002, p.033012.
- Y.Koide, et al. "Universal texture of quark and lepton mass matrices and a discrete symmetry Z_3", ''Physical Review, D66, 2002, p.093006.
- Y.Koide, "Universal texture of quark and lepton mass matrices with an extended flavor 2<-->3 symmetry", Physical Review, D69, 2004, p.093001.
- Y.Koide, "S_4 flavor symmetry embedded into SU(3) and lepton masses and mixing", Journal of High Energy Physics, Vol.0708, 2007, p.086.

## 関連人物
- 益川敏英